# Liste der Nationalstraßen in der Elfenbeinküste
Diese Liste zeigt die Straßen in der Elfenbeinküste auf. Es gibt zwei Typen von Straßen zum ersten die A-Straßen beginnend mit A und zum zweiten die B-straßen beginnend mit B.

## A-Straßen
| Kurz | Name | Verlauf                                                            | Länge  |
| ---- | ---- | ------------------------------------------------------------------ | ------ |
|      | A1   | Abidjan – Kivaï – Grenze nach Burkina Faso                         | 660 km |
|      | A2   | Boudepe – Gagnoa                                                   | 250 km |
|      | A3   | Abidjan – Léraba – Grenze nach Burkina Faso                        | 680 km |
|      | A4   | Ananda Kouassikro – Yabayo                                         | 430 km |
|      | A5   | Sassandra – Niougoni – Grenze nach Mali                            | 730 km |
|      | A6   | Yamoussoukro – Duékoué                                             | 250 km |
|      | A7   | Tabou – Manankoro – Grenze nach Mali                               | 780 km |
|      | A8   | Akoupé – Gbapleu – Grenze nach Guinea                              | 710 km |
|      | A10  | Tevui – Bouaké                                                     | 250 km |
|      | A12  | Grenze nach Ghana - Inbié – Sirana de Odienne – Grenze nach Guinea | 625 km |
|      | A100 | Abidjan – Ajuan – Grenze nach Ghana                                | 195 km |
|      | A101 | Agnibilekrou – Gonnokron – Grenze nach Ghana                       | 33 km  |
|      | A300 | Ouangolodougou – Pogo – Grenze nach Mali                           | 85 km  |
|      | A701 | Guiglo – Danané                                                    | 205 km |

## B-Straßen
Die B-Straßen haben die Bezeichnung B.